# 1860 in Italia

## Avvenimenti
- 19 gennaio : enciclica Nullis Certe Verbis di Pio IX sul potere temporale[1].
- 20 gennaio : Vittorio Emanuele II richiama Camillo Cavour per completare l’unità italiana (Governo Cavour III)[2].

- 24 marzo : con il trattato di Torino, Vittorio Emanuele II cede la Savoia e Nizza alla Francia[3]. In cambio Napoleone III accetta che le populazioni della Toscana, di Parma e di Modena, agitato dalle rivolte contro lo Stato Pontificio, si pronuncino tramite plebisciti per l'annessione al Regno di Sardegna[4]. Solo Venezia rimane sotto il controllo austro-ungarico.

- 2 aprile - 17 dicembre : VII legislatura del Regno di Sardegna[5].
- 3 - 4 aprile : in Sicilia rivolta della Gancia repressa da Francesco II[6].

- 6 maggio : parte da Quarto la spedizione dei Mille, ideata da Francesco Crispi, Rosolino Pilo e dagli rifugiati siciliani di Torino[6].
- 11 maggio, spedizione dei Mille : Giuseppe Garibaldi e le sue Camicie rosse sbarcano a Marsala in Sicilia e sconfiggono le truppe borboniche a Calatafimi (15 maggio)[6].

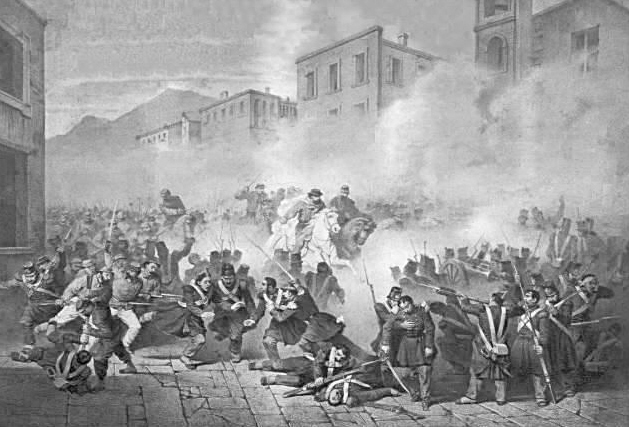
27 maggio : Garibaldi entra a Palermo

- 27 maggio : i Mille entrano Palermo[2].

- 17-24 luglio : victoria dei Mille alla battaglia di Milazzo[7].
- 20 luglio : gli austriaci evacuano la Sicilia[2].

- 10 agosto : massacro di Bronte[8].

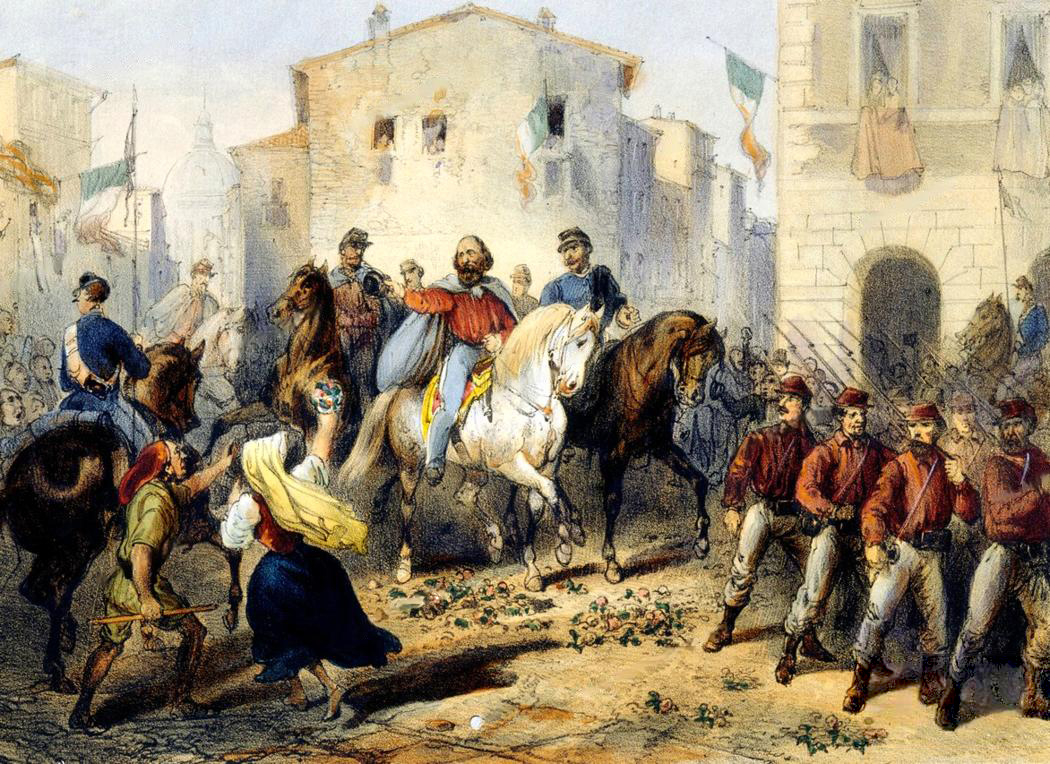
29 luglio : Garibaldi entra a Messina.

- 18 agosto: insurrezione lucana. il 19 agosto, un governo prodittatoriale viene formato Potenza a nome di Vittorio Emanuele II[9][10].
- 21 agosto : vittoria dei Mille alla Battaglia di Piazza Duomo[11].

- 7 settembre : i Mille entrano a Napoli abbandonata da Francesco II[12]. Cavour finge di rinnegare la spedizione mentre le fornisce le armi. Garibaldi, che si è ricollegato ai suoi vecchi amici democratici del 1848 (Cattaneo, Bertani, Sartori), annuncia che marcerà su Roma per fare proclamare Vittorio Emanuele re d’Italia[13]. Preoccupati per le ripercussioni internazionali che la spedizione avrebbe potuto avere, Cavour e Vittorio Emanuele inviarono truppe nello Stato Pontificio per difendere il Papa dall'"attacco democratico" che lo minacciava. I Piemontesi invadono le Marche (11 settembre)[6].
- 18 settembre :
  - battaglia di Castelfidardo, nella quale le truppe piemontesi sconfiggono quelle pontificie, senza la partecipazione della truppe francesi che presidiano Roma[14]. Il Regno di Sardegna annette la maggior parte dello Stato della Chiesa, e il papa conserva la città Roma. Le truppe piemontesi marciano su Napoli e portano Garibaldi dalla loro parte[15].
  - rafforzamento delle truppe francesi di Roma agli orddini del generale de Goyon. Sono portate a tre divisioni il 1° ottobre[16].
- 19 - 23 settembre : défaite des Mille à la battaglia di Caiazzo[17].

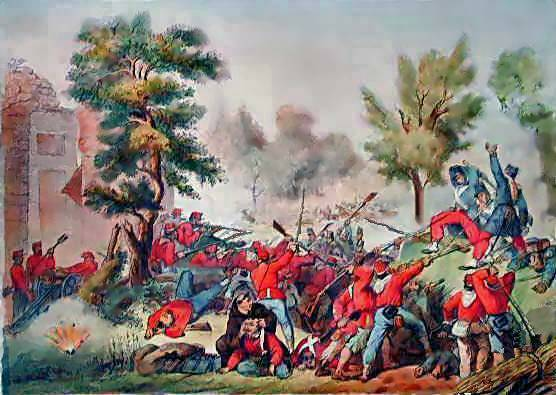
1° ottobre: Battaglia del Volturno.

- 1º - 2 ottobre : vittoria dei Mille alla Battaglia del Volturno[18].

- 5 ottobre: Garibaldi autorizza per iscritto la creazione di una Legione internazionale agli ordini di Ludwik Mierosławski con un decreto firmato a Caserta il 19 ottobre[19].
- 21 ottobre : con un plebiscito, le popolazioni del Regno delle Due Sicilie si pronunciano per l'annessione al Regno di Sardegna[6].
- 26 ottobre : Garibaldi incontra Vittorio Emanuele a Teano e lo salutacon il titolo di « re d’Italia »[14][20]

- 29 ottobre : vittoria dei piemontesi sulle truppe del Regno delle Due Sicilie alla Battaglia del Garigliano[21].

- 4-5 novembre : l’Umbria, la Romagna e le Marche si riuniscono con un plebiscito al Regno di Sardegna[6].
- 5 novembre : il generale Enrico Cialdini inizia l'assedio di Gaeta, ultimo baluardo di resistenza dei Borboni (fine il 13 febbraio 1861)[22].
- 9 novembre : Garibaldi si ritira a Caprera[14].

## Cultura

### Editoria
- 6 giugno a Palermo,  esce il primo numero del Giornale di Sicilia
- 5 ottobre, ad Ancona viene fondato L'Ordine. Corriere delle Marche[23], che in seguito (1926) diverrà il Corriere Adriatico